# Aeroportul Fetlar
Aeroportul Fetlar (IATA: FEA) este un aeroport din Shetland, Scoția, Regatul Unit. A fost numit după Fetlar⁠(d).
Situat la o altitudine de 80 m, aeroportul dispune de o singură pistă.